# Barry Haase
Barry Wayne Hasse (ur. 19 listopada 1945 roku w Southern Cross, Australia Zachodnia) – polityk australijski. 
Administrator Wyspy Bożego Narodzenia i Wysp Kokosowych od 6 października 2014 roku.